# Sajou no Hana
Sajou no Hana är en japansk rockgrupp, bildad 2018 av Sana, Shō Watanabe och Tatsuya Kitani.

## Medlemmar
- Sana (född 1999) – sång
- Shō Watanabe (född 1984) – keyboard
- Tatsuya Kitani (född 1996) – basgitarr

## Diskografi (urval)
- 2018 – "Hoshie"
- 2019 – "Memosepia/Grey"
- 2019 – "Parole"
- 2020 – "Seiran no Ato de"
- 2020 – "Evergreen"
- 2022 – "Tentō"
- 2023 – "Kirikizu"
- 2023 – "ニューサンス"